# 象鼻子站
象鼻子站是位于湖南怀化市鹤城区盈口乡的一个铁路车站，邮政编码418000。车站建于1978年，有焦柳铁路经过该站。车站距离月山站1193公里，隶属广铁集团张家界车务段，客运每日有慢车停靠，货运仅办理专用线业务，同时为广州局集团相关站段提供物资，是五等站。车站设有1条正线、3条到发线，通往怀化铁路经济技术开发有限公司液化石油气站的专用线。
渝怀铁路复线工程新建怀化西编组站以及连接焦柳线黄金坳站和鸭嘴岩站的联络线以绕开怀化市区，车站及相关联络线于2020年12月26日开通的同时，铁路部门拆除了本站下行方向的部分线路和道岔。